# Antioch (Illinois)
Pour la municipalité de Californie, voir Antioch (Californie). Pour les autres homonymes, voir Antioch.
Antioch est un village situé dans le comté de Lake, dans l'Illinois, États-Unis) dans la banlieue nord de Chicago. Selon le Bureau du recensement des États-Unis, Antioch comptait 14 430 habitants en 2010. La commune se trouve dans l'aire métropolitaine de Chicago.